# Michael Josef Bauer
Michael Josef Bauer (* 27. Juni 1886 in Haßfurt; † 21. November 1959 in Bonn) war ein deutscher Mediziner und Ministerialbeamter.

## Leben und Tätigkeit
Er war der Sohn des früh verstorbenen Polizeiwachtmeisters Josef Bauer und dessen Ehefrau Margareta geborene Biller.
Bauer besuchte in Haßfurt die fünfklassige Lateinschule, wechselte dann an das Humanistische Gymnasium in Schweinfurt, das er 1905 mit dem Reifezeugnis abschloss. Er studierte u. a. Medizin an der Universität Würzburg, wo er im Jahre 1911 zunächst zum Dr. phil. und 1915 zum Dr. med. promovierte. Nach Ende des Ersten Weltkrieges, an dem er von 1914 bis 1918 als Militärarzt teilnahm, trat Michael Josef Bauer 1921 in den Staatsdienst beim Reichsarbeitsministerium in Berlin, wo er bis zum Ende des Zweiten Weltkrieges tätig war. Ab 1943 war er Leiter der Abteilung 'Ärztlicher Arbeitsschutz".
Am 2. April 1936 erhielt Bauer einen Lehrauftrag für Arbeitsrecht an der Universität Berlin und wurde am 1. Juli 1941 zum Honorarprofessor ernannt.
Er beantragte am 19. Juni 1937 die Aufnahme in die NSDAP und wurde zum 1. Mai desselben Jahres aufgenommen (Mitgliedsnummer 4.155.951), Er war zudem Mitglied der NSKOV, NSV, des RDB und der SA, setzte gleichwohl seine Karriere auch nach 1945 in der Ministerialbürokratie fort.
Nachdem er nach Kriegsende einige Zeit in Bad Kissingen als Kurarzt gearbeitet hatte, erhielt er 1946 eine Stelle an der Gesundheitsabteilung des Oberpräsidiums Hannover, aus dem das Ministerium für Arbeit Niedersachsen hervorging. 1949 wurde er in Entnazifizierungsverfahren in die Kategorie V („Entlastet“) eingestuft. Daraufhin war er von 1950 bis 1953 als Ministerialdirektor am Bundesministerium für Arbeit in Bonn tätig. Danach ging er mit 67 Jahren in Pension.

## Schriften (Auswahl)
- Asterios Bischof von Amaseia. Sein Leben und seine Werke (Inauguraldissertation). Würzburg 1911.
- Jean Baptiste Alphonse Chevallier und seine gewerbehygienischen Leistungen. In: Deutsche Vierteljahrsschrift für öffentliche Gesundheitspflege, Bd. 47, Braunschweig 1915.
- (mit Waldemar Schönleiter und Hermann Dettbarn): Bundesversorgungsgesetz. Kommentar. Kohlhammer, Stuttgart, Köln 1953.
- (mit Waldemar Schönleiter und Hermann Dettbarn): Bundesversorgungsgesetz. Kommentar. Nachtrag. Kohlhammer, Stuttgart, Köln 1954.

## Ehrungen
- 1951 Ehrenbürger der Stadt Haßfurt
- 1953 Großes Verdienstkreuz des Bundesrepublik